# Yadkinville
Yadkinville település az Amerikai Egyesült Államok Észak-Karolina államában, Yadkin megyében, melynek megyeszékhelye is. Lakosainak száma 2995 fő (2020. április 1.).

## Népesség
A település népességének változása:

| 2010 | 2 959 |
| 2020 | 2 995 |